# Don Ramón
Don Ramón es un personaje de la serie de televisión de comedia mexicana El Chavo del 8 interpretado por el actor Ramón Valdés. Es un viudo cesante que vive en el departamento n.º 72 de la vecindad del Chavo, propiedad del señor Barriga. Es el padre de la Chilindrina y nieto de Doña Nieves.

## Biografía
Don Ramón es un hombre viudo, oriundo de Chihuahua. Su esposa falleció durante el nacimiento de su hija, la Chilindrina. Vive en la vecindad del Señor Barriga, en el departamento N.º 72 (N.º 10 en la serie animada), aunque anteriormente, en su primera aparición, vivía en el departamento N.º 14.
A lo largo de su vida tuvo diferentes oficios y deportes (o dice haberlos realizado). Se sabe que fue ropavejero, boxeador, jugador de fútbol americano, torero, guitarrista, cantante, músico, maestro de obras, etc., temas sobre los que ilustra a los niños de la vecindad. Recurrentemente ejerce diversas labores, normalmente relacionadas con oficios cotidianos: plomero (fontanero), zapatero, carpintero, yesero (escayolista), globero, mecánico, vendedor de churros, peluquero, jardinero, cesante, lechero, entre otros.
Es carismático y de buen corazón, pero con un carácter explosivo y sobre todo es muy estricto con su hija La Chilindrina; sin embargo, también hay momentos en que demuestra su ternura y su lado paternal hacia ella. Es de fácil irritabilidad frente a los niños; entre otras cosas, le molesta que el Chavo se burle de él por ser flaco y lo achaque de viejo. Al Chavo, Quico y la Chilindrina los reprende físicamente cuando éstos hacen travesuras, lo que causa que sea acusado injustamente por Doña Florinda de intentar o haberle hecho algo malo a Quico (a quien reprende pellizcándolo en el brazo), cuando en realidad fue culpa de otra persona (en casi todas las ocasiones del Chavo), y reprendido violentamente con una cachetada o hasta una fuerte golpiza fuera de escena, la cual lo deja muy herido sin que Doña Florinda le permita explicarle lo sucedido. Muchas veces, después de abofetearlo, Doña Florinda termina diciéndole a Quico: «¡Vámonos, tesoro! No te juntes con esta chusma», y Quico luego lo avienta dándole en el pecho diciendo: «Chusma, chusma», sin aclararle a su madre la situación; luego, Doña Florinda le dice: «Y la próxima vez, vaya a (...) a su abuela». Después de esto hace coraje aventando su sombrero al piso y en la mayoría de las ocasiones el Chavo le pregunta algo de su abuela en relación con lo que le dijo Doña Florinda, lo que causa que, enojado, le de un coscorrón y le diga: «Pe-pe-pe-pe... (imitando al llanto del Chavo) y no te doy otra no más porque...». Sin embargo, a pesar de la enemistad que los caracteriza a ambos, hay ocasiones especiales donde olvidan sus diferencias.

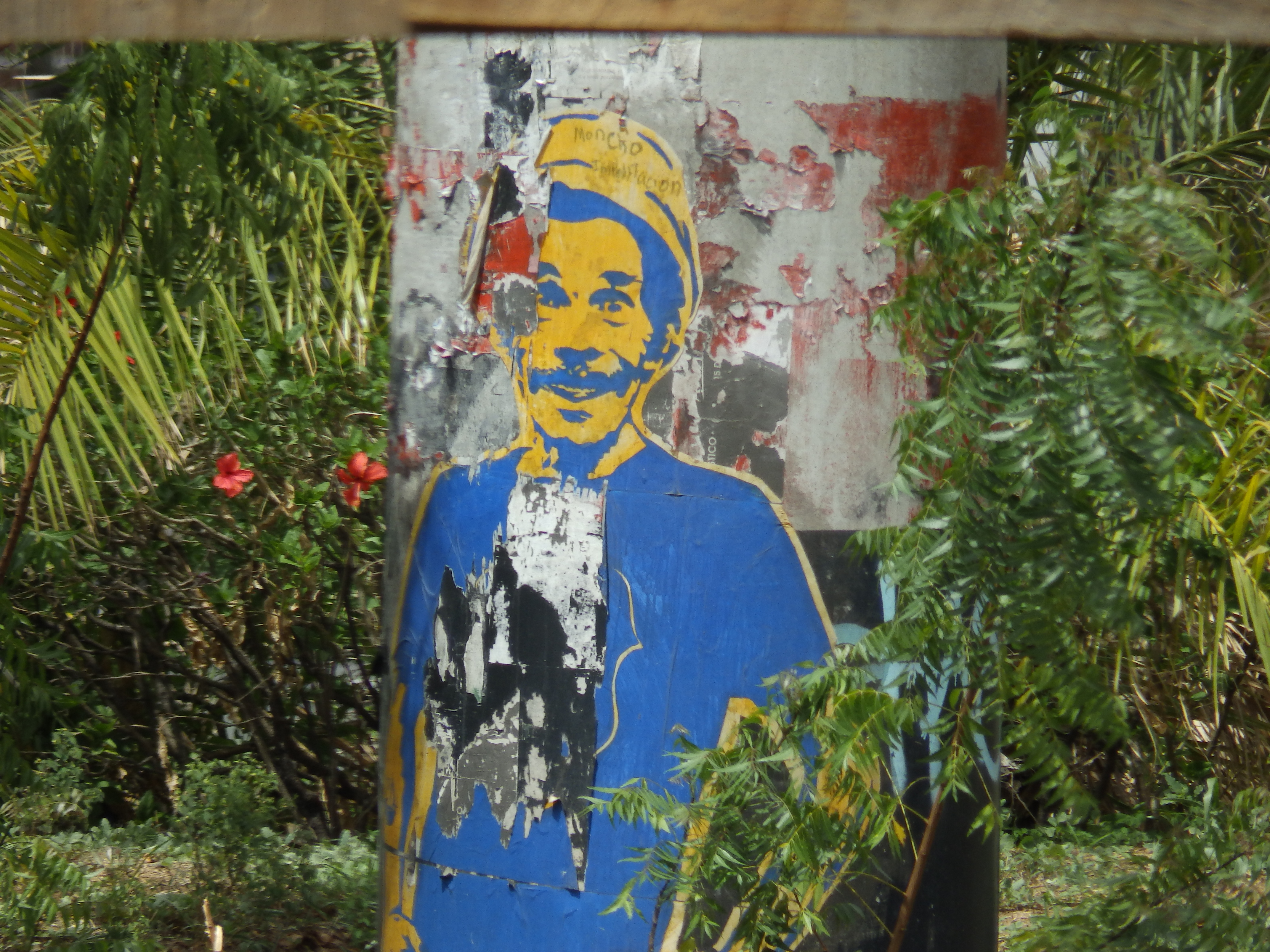
Grafiti de Ramón Valdés caracterizado como este personaje, ubicado en Managua, Nicaragua.

Tampoco tiene una muy buena relación con el Señor Barriga, a quien le debe siempre 14 meses de renta y por lo tanto, lo evita en lo más posible como cuando llega a tocarle a su departamento y sale por la ventana sin que lo vea, o a veces lo distrae con otros temas para que no le cobre la renta como en un episodio donde dice que le va al Monterrey (el equipo de fútbol favorito del Señor Barriga). Sin embargo en ocasiones, Don Ramón trata de pagar parte de su deuda a través de trabajos temporales de mantenimiento a la vecindad los cuales llegan a ser tema de cada episodio (y los cuales terminan metiéndolo en problemas por entrometimiento del Chavo). En ocasiones extraordinarias ha logrado obtener dinero para pagar por lo menos un mes de renta, como en una ocasión; donde tras una gran odisea al haber perdido el sobre de dinero y que el Señor Barriga sacara todos los muebles de la casa de Don Ramón creyendo que en realidad era otra mentira suya. En el episodio de la tercera temporada de El chavo animado, «No te vayas, Ñoño», Don Ramón se alegra al escuchar que el Señor Barriga se mudará, hasta que Doña Florinda le recuerda lo bueno que ha sido el Señor Barriga con él por no echarlo a la calle a pesar de que le debe 14 meses de renta y para asustarlo le dijo que el nuevo dueño de la vecindad lo pondrá de patitas en la calle.
En contraste, Doña Clotilde está enamorada de Don Ramón y lo acosa constantemente. Él no le corresponde y le huye, pero mantiene buena relación con ella, le acepta regalos y comida que le da, y también regaña a los niños cuando la llaman «Bruja». También suele llevarse bien con el Profesor Jirafales, sin embargo, en ocasiones es humillado e incluso golpeado por el profesor (casi siempre por defender a Doña Florinda o a Quico).
Una de sus características es que a pesar de su honradez, demuestra un desinterés absoluto por el trabajo, que se pone de manifiesto a través de frases como: «No hay trabajo malo... lo malo es tener que trabajar» o «¿Cómo se te ocurre despertarme a las 10 de la madrugada?». Su equipo favorito de fútbol es el Necaxa en algún episodio de 1973 y otro grabado en 1978, equipo que en la época no existía y generó la popular frase: "yo le voy al Necaxa" cada vez que se le cuestionaba su hombría o cuando creía que otro hombre le hacía insinuaciones románticas.
No se sabe de qué vive, aunque se menciona que la «crisis» lo dejó sin empleo, en ningún episodio se conoce cómo saca dinero para darle un peso a la Chilindrina para ir a la tienda, o de dónde saca para ahorrar en su alcancía o de dónde saca para darle para el que va por los abonos de la televisión, o simplemente para comprar su poca comida. Tampoco se supone cómo podía comprar por ejemplo los globos, leche o adornos de fiestas patrias que en ocasiones vendía. En una ocasión la Chilindrina menciona que su papá da unas movidas o maniobras para ganar dinero con su astucia, pero en realidad casi siempre sacaba poco, solo para comer.
Sin embargo cuando Don Ramón se fue de la vecindad en 1979, la Chilindrina fue cuidada por su «bizcabuela», Doña Nieves, quien prometió a su nieto que cuidaría de la Chilindrina y que además es idéntica a ella. Por ese tiempo, el personaje tuvo varias menciones y para rellenar más su ausencia también apareció el personaje de Jaimito el cartero (que era interpretado por Raúl "Chato" Padilla con quien Valdés no compartió escena en ningún proyecto de Chespirito, aunque sí estuvieron juntos en la película de El Chanfle), que a largo plazo adquirió muchas de sus caracterizaciones, (sin embargo a pesar de que el personaje tuvo aceptación, el público identificó más a Don Ramón como el dueño de las características) y que desapareció cuando Don Ramón volvió a la vecindad en 1981 con un reencuentro muy emotivo, quizá el más emotivo de toda la historia de la vecindad, en el que la Chilindrina lloraba de alegría, sin embargo a finales de ese mismo año, Valdés se retira nueva y definitivamente del elenco y proyectos de Chespirito. Para justificar su salida la Chilindrina le dice a Doña Florinda en un episodio de la Navidad que su padre se fue a trabajar al extranjero y no regresará hasta conseguir una enorme fortuna.

## Vestuario
El vestuario de Don Ramón es inconfundible, siempre viste una camiseta negra, verde o una gris oscura, con un bolsillo en la parte izquierda de su pecho (donde guardaba sus cigarrillos), unos pantalones, zapatillas blancas y un gorro piluso de color celeste (al igual que en la serie animada). El hecho de que siempre usaba la misma ropa, fue reflejado por el Chavo, quién en el capítulo «Fútbol Americano», al decirle Don Ramón al Profesor Jirafales, que los niños no iban a tener motivación para jugar porque «no le tenían amor a la camiseta», el Chavo le responde a Don Ramón que se notaba que él tenía amor a la camiseta, ya que llevaba siempre puesta la misma. En las primeras apariciones, la camiseta negra se permutó por una camiseta blanca, amarilla o turquesa. También en el primer capítulo en lugar del conocido sombrero piluso utilizaba una boina tipo vasco.

## En la cultura popular
El grupo chileno de rock Los Mox, lanzó la canción «Ron Damon» como parte de su álbum Vino Caliente, Tomó y se Fue, cuya letra elogia al personaje y lo señala como un ídolo al que admirar por su actitud ante la vida, mientras que el título de la canción hace referencia a la forma en que es llamado por El Chavo, quien nunca pudo pronunciar correctamente su nombre.